# Pseudoxenodon macrops
Espèce
Synonymes
- Tropidonotus macrops Blyth, 1855
- Tropidonotus tigrinus var. niger Vogt, 1922
- Tropidonotus handeli Werner, 1922
- Pseudoxenodon fukiensis Pope, 1928
- Pseudoxenodon sinensis Boulenger, 1904

Statut de conservation UICN

 LC  : Préoccupation mineure
Pseudoxenodon macrops est une espèce de serpents de la famille des Pseudoxenodontidae.

## Répartition
Cette espèce se rencontre en Birmanie, en Chine, en Inde, au Laos, en Malaisie péninsulaire, au Népal, en Thaïlande et au Viêt Nam,.

## Description
Dans sa description Boulenger indique que cette espèce mesure environ 78 cm dont 14 cm pour la queue. Son dos est vert olive avec des taches noires et jaunes ou orangé qui forment des bandes transversales surtout dans la partie postérieure du corps. Sa face ventrale est, dans sa partie antérieure, jaune ou orangé tacheté ou non de noir et, dans sa partie postérieure, verdâtre ou gris olivâtre foncé avec plus ou moins de mouchetures noires.
C'est un serpent diurne.

## Sous-espèces
Selon The Reptile Database (10 septembre 2013) :
- Pseudoxenodon macrops fukiensis Pope, 1928
- Pseudoxenodon macrops macrops (Blyth, 1855)
- Pseudoxenodon macrops sinensis Boulenger, 1904

## Publications originales
- Blyth, 1855 "1854" : Notices and descriptions of various reptiles, new or little known. Journal of the Asiatic Society of Bengal, vol. 23, p. 287-302 (texte intégral).
- Boulenger, 1904 : Descriptions of new Frogs and Snakes from Yunnan. The annals and magazine of natural history : zoology, botany, and geology, sér. 7, vol. 13, p. 130-134 (texte intégral).
- Pope, 1928 : Seven new reptiles from Fukien Province, China. American Museum Novitates, no 320, p. 1-6 (texte intégral).